# Trochalus
Trochalus är ett släkte av skalbaggar. Trochalus ingår i familjen Melolonthidae.

## Dottertaxa tillTrochalus, i alfabetisk ordning[1]
- Trochalus aeneopiceus
- Trochalus aenescens
- Trochalus aereus
- Trochalus aeruginosa
- Trochalus aethiopicus
- Trochalus alternans
- Trochalus angolanus
- Trochalus ardoini
- Trochalus aruensis
- Trochalus atratus
- Trochalus badius
- Trochalus bailundensis
- Trochalus beiranus
- Trochalus bicarinatus
- Trochalus bituberculatus
- Trochalus bohemani
- Trochalus bonsae
- Trochalus bredoi
- Trochalus brevipes
- Trochalus byrrhinus
- Trochalus camaruensis
- Trochalus camerunensis
- Trochalus carinatus
- Trochalus cariniceps
- Trochalus cariniger
- Trochalus carinulatus
- Trochalus collarti
- Trochalus conspicuus
- Trochalus corpulentus
- Trochalus corynthia
- Trochalus crampelanus
- Trochalus damarus
- Trochalus denticeps
- Trochalus discoideus
- Trochalus distinctus
- Trochalus diversirostris
- Trochalus doblerae
- Trochalus ealanus
- Trochalus elisabethae
- Trochalus elisabethanus
- Trochalus endroedii
- Trochalus exasperans
- Trochalus excellens
- Trochalus ferranti
- Trochalus flavicornis
- Trochalus francevillensis
- Trochalus fraterculus
- Trochalus freynei
- Trochalus fulgidus
- Trochalus fulvescens
- Trochalus fulvicolor
- Trochalus fulvicornis
- Trochalus fulvus
- Trochalus fuscipes
- Trochalus fuscoaeneus
- Trochalus fuscorufus
- Trochalus gebieni
- Trochalus gibbus
- Trochalus globulus
- Trochalus guineensis
- Trochalus henrardi
- Trochalus heterosternus
- Trochalus hulstaerti
- Trochalus imitans
- Trochalus imputatus
- Trochalus infranitens
- Trochalus ingratus
- Trochalus inops
- Trochalus insignis
- Trochalus integriceps
- Trochalus iridescens
- Trochalus iridicolor
- Trochalus iringicus
- Trochalus jokoensis
- Trochalus kabindanus
- Trochalus kapirianus
- Trochalus kasenyensis
- Trochalus kigonseranus
- Trochalus kilimanus
- Trochalus kindaensis
- Trochalus kisantuensis
- Trochalus kochi
- Trochalus kristenseni
- Trochalus kwiluensis
- Trochalus lamtoensis
- Trochalus lepidus
- Trochalus lindianus
- Trochalus longicornis
- Trochalus lucens
- Trochalus lucidulus
- Trochalus lukuledianus
- Trochalus macrocerus
- Trochalus macrophthalmus
- Trochalus maculifrons
- Trochalus mahjuensis
- Trochalus major
- Trochalus malelanus
- Trochalus margaritaceus
- Trochalus mashunus
- Trochalus massarti
- Trochalus maynei
- Trochalus micans
- Trochalus miniaticollis
- Trochalus modestus
- Trochalus monticola
- Trochalus motoensis
- Trochalus mwikanus
- Trochalus nigerianus
- Trochalus nigrescens
- Trochalus nigropiceus
- Trochalus niloticus
- Trochalus nitens
- Trochalus obtusidens
- Trochalus opacipennis
- Trochalus opaculus
- Trochalus opimus
- Trochalus orbicularis
- Trochalus overlaeti
- Trochalus parvus
- Trochalus pectoralis
- Trochalus peramihoanus
- Trochalus piceolus
- Trochalus piceus
- Trochalus picipes
- Trochalus piger
- Trochalus pilula
- Trochalus placens
- Trochalus plagiger
- Trochalus politus
- Trochalus pondoensis
- Trochalus pruinosus
- Trochalus puncticeps
- Trochalus quadrifoliatus
- Trochalus quinquedentatus
- Trochalus roseoviridis
- Trochalus rosettae
- Trochalus rotundatus
- Trochalus rubricatus
- Trochalus ruficolor
- Trochalus rufobrunnescens
- Trochalus rufoflavus
- Trochalus rufofulvus
- Trochalus rufulus
- Trochalus rugifrons
- Trochalus saginatus
- Trochalus salaamus
- Trochalus schoutedeni
- Trochalus schwetzi
- Trochalus scutellaris
- Trochalus sebakuanus
- Trochalus semiaeneus
- Trochalus seminitens
- Trochalus sericeus
- Trochalus sibutanus
- Trochalus silfverbergi
- Trochalus similis
- Trochalus simplex
- Trochalus soyerae
- Trochalus spectabilis
- Trochalus sphaeroides
- Trochalus splendidulus
- Trochalus sternalis
- Trochalus subcarinatus
- Trochalus subnitens
- Trochalus subrotundus
- Trochalus sudanensis
- Trochalus sudanicus
- Trochalus tenuivestis
- Trochalus testaceipennis
- Trochalus tetraphyllus
- Trochalus theryi
- Trochalus tomentosus
- Trochalus toraensis
- Trochalus tridentatus
- Trochalus tuberculatus
- Trochalus uelleanus
- Trochalus ukamicus
- Trochalus ukerewius
- Trochalus umbugwensis
- Trochalus urbanus
- Trochalus urundiensis
- Trochalus urunguensis
- Trochalus usambaricus
- Trochalus uvirensis
- Trochalus vagus
- Trochalus vanderysti
- Trochalus wauanus
- Trochalus villiersi
- Trochalus viridicollis
- Trochalus yeboensis
- Trochalus zambesianus
- Trochalus zuluanus
- Trochalus zuluensis